# CSU Galați
CS Universitatea "Dunărea de Jos" Galați este un club de fotbal din România înființat în anul 1953, ca secție în cadrul unui club sportiv fondat în anul 1951.

## Istorie
A luat ființă în anul 1951 cu titulatură Asociația Sportivă Știință Galați odată cu înființarea Institutului Mecano Naval. Și-a început activitatea în anul 1951 cu două secții : handbal masculin în 11 și volei masculin adăugându-se în 1953 secțiile de atletism și fotbal. 
În anul 1966 a devenit C.S. Politehnica Galați pe lângă Institutul Politehnic iar în anul 1974 prin fuziunea cu Asociația Sportivă Știință Învățământ din cadrul Institutului Pedagogic Galați a luat ființă C.S.U. Galați.   

### Echipa fotbal seniori
În anul 1953 este înființată echipa de fotbal a clubului, ocupă locul 7 în Campionatul Regional și devine campioană Universitară în anul 1953, locul 2 în anul 1955 cu promovare în Divizia C și locul 5 în anul 1956-1957.   
A promovat în Divizia B în 1961-1962, ocupă locul 7 și se menține până în anul 1977. În anul 1965 echipa Știința a câștigat Campionatul Național Unversitar. 

#### Cupa României și Cupa Cupelor
După mai multe sezoane la mijlocul tabelului, clubul CSU Galați a terminat pe locul patru în sezonul 1975-1976. În acel sezon clubul a ajuns în finala cupei României, pe care a pierdut-o cu 1-0 cu Steaua București. Pentru că Steaua a fost și campioană națională, CSU a avut voie să participe la Cupa Cupelor unde a dat piept cu formația portugheza Boavista Porto. Pe teren propriu, CSU Galați a pierdut cu 2:3 - golurile pentru clubul românesc au fost marcate de Valentin Marinescu și Petre Cramer. La Porto, echipa portugheză s-a impus fără probleme cu 2-0 și a trecut în etapa următoare.

### Decăderea
După aventura europeană, echipa nu se regăsește și în loc de promovarea în prima divizie cum s-ar fi așteptat multă lume, echipa ocupă de-abia un loc 7 în Divizia B, iar în următorul sezon un dezamăgitor loc 16 retrogradabil. Între anii 1978-1980 activează în Divizia C, în primul sezon ocupă locul secund, dar în următorul termină pe primul loc și revine în divizia secundă în perioada 1979-1982, când ocupă locurile 11 și 15. După retrogradare și fuzionarea cu FCM Galați, rezultând echipa Dunărea CSU, echipa se desființează.   
Conducerea tehnică a fost asigurată de renumitii tehnicieni : Rusu, Iovita Iovicin, Rădulescu Petre, Comsa Dumitru, Stancu Vasile, Guță Tănase, Simionescu Cornel, Hostiuc Nicolae, dar în mod special Zaharia Ion și Cojocaru Dragoș sub comandă cărora echipa a obținut cele mai frumoase rezultate.  

### Refondarea
În 2017, clubul a fost refondat și a câștigat liga a 4-a dar a pierdut barajul de promovare. În sezonul următor a câștigat din nou liga a 4-a, dar și barajul și a promovat in liga a III-a. În primul sezon de la revenirea in ligile naționale, echipa se afla pe locul 14, când s-a retras din campionat.

### Echipa fotbal juniori
A activat pe același traseu – Știința – Politehnica- C.S.U. – sub conducerea tehnică a lectorului Alexandru Miron. A promovat mulți juniori la echipa de seniori. A disputat finală Campionatului Național de juniori în anul 1964 fiind învinsă de CFR Cluj cu 1 – 0.  
Activitatea secției de fotbal a fost sprijinită pe toată durată existenței de lectorul Tusac Ion – în calitate de președinte precum și celelalte cadre de conducere din centrul universitar gălățean.

### Denumirile avute de echipă de-a lungul timpului
| Perioadă     | Nume                        | Note                                                                                       |
| ------------ | --------------------------- | ------------------------------------------------------------------------------------------ |
| 1953-1965    | Știința Galați              |                                                                                            |
| 1965-1967    | Oțelul Galați               | *Pe 25 septembrie 1965, după 5 etape din tur disputate Știința Galați devine Oțelul Galați |
| 1967-1972    | Politehnica Galați          |                                                                                            |
| 1972-1982    | CSU Galați                  |                                                                                            |
| 2017-prezent | CSU "Dunărea de Jos" Galați |                                                                                            |

### Performanțe
Cea mai bună performanță din istoria clubului este calificarea în finala Cupei României în sezonul 1975-76 (în timp ce echipa se afla în Divizia B), pierdută cu 1-0 în fața echipei Steaua București. Echipa care a fost la un pas de câștigarea Cupei a avut următoarea componență: Tănase - Pasquale, Olteanu, Marta, Șarpe - Păunescu (Ene), Bejenaru, Georgescu (Cotigă) - Kramer, Marinescu, Dobre, antrenor fiind Ion Zaharia. 
| Parcurs Cupa României 1975-1976 | Parcurs Cupa României 1975-1976 | Parcurs Cupa României 1975-1976 | Parcurs Cupa României 1975-1976 | Parcurs Cupa României 1975-1976 | Parcurs Cupa României 1975-1976 |
| Rundă                           | Dată                            | Echipă gazdă                    | Scor                            | Echipă oaspete                  | Stadion                         |
| ------------------------------- | ------------------------------- | ------------------------------- | ------------------------------- | ------------------------------- | ------------------------------- |
| 16-imi                          | 29 februarie 1976               | CSU Galați                      | 1 - 0                           | CFR Cluj                        | "Dunărea" (Galați)              |
| Optimi                          | 16 iunie 1976                   | CSU Galați                      | 1 - 0                           | Jiul Petroșani                  | "Poiana" (Câmpina)              |
| Sferturi                        | 23 iunie 1976                   | CSU Galați                      | 2 - 0                           | AS Armata Târgu Mureș           | "Ilie Oană" (Ploiești)          |
| Semifinale                      | 27 iunie 1976                   | CSU Galați                      | 1 - 0                           | Universitatea Craiova           | "Ilie Oană" (Ploiești)          |
| Finală                          | 30 iunie 1976                   | Steaua București                | 1 - 0                           | CSU Galați                      | 23 August (București)           |

Deoarece în acel an Steaua câștigase și campionatul, CSU a reprezentat România în Cupa Cupelor, fiind eliminată de echipa portugheză Boavista Porto, după două înfrângeri (2-3 și 0-2).

## Palmares
| Competiții naționale | Competiții internaționale                                  |
| Liga a II-a Vicecampioni (2): 1967-1968, 1968-69, Locul 3 (1): 1969-70 Liga a III-a Campioni (1) : 1979-80 Vicecampioni (1): 1978-1979 Campionatul Regional – Seria Galati Campioni (2) : 1959-60, 1960-61 Vicecampioni (1): 1955-56 Campionatul Național Universitar Campioni (1): 1953 Vicecampioni (1): 1955 Liga a IV-a Galați Campioni (2): 2017-2018, 2018-2019 Cupa României Finaliști (1): 1975-76 Cupa României – Faza Județeană Galați Câștigători (2): 2017-2018, 2018-2019 | Cupa Cupelor - Prima rundă (șaisprezecimi) (1) : 1976-1977 |

## Evoluția în campionat
| Sezonul                                                                  | Liga      | Poz.                   | M                      | V                      | E                      | Î                      | GM                     | GP                     | Pct.                   | Note                                                      |
| ------------------------------------------------------------------------ | --------- | ---------------------- | ---------------------- | ---------------------- | ---------------------- | ---------------------- | ---------------------- | ---------------------- | ---------------------- | --------------------------------------------------------- |
| 1953                                                                     | Regional  | 7                      |                        |                        |                        |                        |                        |                        |                        | Echipa se numea Știința Galați                            |
| 1954                                                                     | Regional  |                        |                        |                        |                        |                        |                        |                        |                        | Echipa se numea Știința Galați                            |
| 1955                                                                     | Regional  | Promovare în Divizia B | Promovare în Divizia B | Promovare în Divizia B | Promovare în Divizia B | Promovare în Divizia B | Promovare în Divizia B | Promovare în Divizia B | Promovare în Divizia B | Echipa se numea Știința Galați                            |
| 1956                                                                     | Divizia C | 5                      | 22                     | 10                     | 3                      | 9                      | 34                     | 28                     | 23                     | Echipa se numea Știința Galați                            |
| 1957-58                                                                  | Divizia C | 5                      | 26                     | 8                      | 9                      | 9                      | 43                     | 35                     | 25                     | Echipa se numea Știința Galați                            |
| 1958-59                                                                  | Divizia C | 8                      | 18                     | 6                      | 3                      | 9                      | 26                     | 33                     | 15                     | Echipa se numea Știința Galați                            |
| 1959-60                                                                  | Regional  |                        |                        |                        |                        |                        |                        |                        |                        | Echipa se numea Știința Galați                            |
| 1960-61                                                                  | Regional  | Promovare în Divizia B | Promovare în Divizia B | Promovare în Divizia B | Promovare în Divizia B | Promovare în Divizia B | Promovare în Divizia B | Promovare în Divizia B | Promovare în Divizia B | Echipa se numea Știința Galați                            |
| 1961-62                                                                  | Divizia B | 9                      | 26                     | 11                     | 3                      | 12                     | 35                     | 39                     | 25                     | Echipa se numea Știința Galați                            |
| 1962-63                                                                  | Divizia B | 8                      | 26                     | 11                     | 4                      | 11                     | 34                     | 38                     | 26                     | Echipa se numea Știința Galați                            |
| 1963-64                                                                  | Divizia B | 12                     | 26                     | 9                      | 5                      | 12                     | 40                     | 35                     | 23                     | Echipa se numea Știința Galați                            |
| 1964-65                                                                  | Divizia B | 5                      | 26                     | 11                     | 5                      | 10                     | 42                     | 42                     | 27                     | Echipa se numea Știința Galați                            |
| 1965-66                                                                  | Divizia B | 12                     | 26                     | 9                      | 5                      | 12                     | 27                     | 33                     | 23                     | Știința Galați își schimbă numele în Oțelul Galați (1965) |
| 1966-67                                                                  | Divizia B | 14                     | 26                     | 4                      | 7                      | 15                     | 15                     | 43                     | 15                     | Știința Galați își schimbă numele în Oțelul Galați (1965) |
| 1967-68                                                                  | Divizia B | 2                      | 26                     | 12                     | 6                      | 8                      | 43                     | 28                     | 30                     | Echipa devine Politehnica Galați                          |
| 1968-69                                                                  | Divizia B | 2                      | 30                     | 15                     | 5                      | 10                     | 38                     | 25                     | 35                     | Echipa devine Politehnica Galați                          |
| 1969-70                                                                  | Divizia B | 3                      | 30                     | 13                     | 6                      | 11                     | 35                     | 40                     | 32                     | Echipa devine Politehnica Galați                          |
| 1970-71                                                                  | Divizia B | 14                     | 30                     | 12                     | 3                      | 15                     | 32                     | 33                     | 27                     | Echipa devine Politehnica Galați                          |
| 1971-72                                                                  | Divizia B | 4                      | 30                     | 11                     | 9                      | 10                     | 39                     | 29                     | 31                     | Echipa devine Politehnica Galați                          |
| 1972-73                                                                  | Divizia B | 16                     | 30                     | 9                      | 5                      | 16                     | 25                     | 46                     | 23                     | Echipa își schimbă numele în CSU Galați                   |
| 1973-74                                                                  | Divizia B | 11                     | 34                     | 14                     | 4                      | 16                     | 50                     | 54                     | 32                     |                                                           |
| 1974-75                                                                  | Divizia B | 10                     | 34                     | 14                     | 5                      | 15                     | 56                     | 44                     | 33                     |                                                           |
| 1975-76                                                                  | Divizia B | 4                      | 34                     | 12                     | 14                     | 8                      | 44                     | 29                     | 38                     |                                                           |
| 1976-77                                                                  | Divizia B | 7                      | 34                     | 14                     | 6                      | 14                     | 59                     | 47                     | 34                     |                                                           |
| 1977-78                                                                  | Divizia B | 16                     | 34                     | 10                     | 6                      | 18                     | 45                     | 55                     | 26                     | Retrogradare în Divizia C                                 |
| 1978-79                                                                  | Divizia C | 2                      | 30                     | 20                     | 6                      | 4                      | 70                     | 22                     | 46                     |                                                           |
| 1979-80                                                                  | Divizia C | 1                      | 30                     | 20                     | 2                      | 8                      | 72                     | 27                     | 42                     | Promovare în Divizia B                                    |
| 1980-81                                                                  | Divizia B | 11                     | 34                     | 15                     | 3                      | 16                     | 62                     | 59                     | 33                     |                                                           |
| 1981-82                                                                  | Divizia B | 15                     | 34                     | 13                     | 5                      | 16                     | 47                     | 63                     | 31                     |                                                           |
| Echipa a fuzionat în 1982 cu F.C.M. Galați, rezultând echipa Dunărea CSU |           |                        |                        |                        |                        |                        |                        |                        |                        |                                                           |
| 2017-18                                                                  | Liga 4    | 1                      | 24                     | 21                     | 1                      | 2                      | 116                    | 16                     | 64                     | Baraj Liga 3                                              |
| 2018-19                                                                  | Liga 4    | 1                      | 26                     | 24                     | 2                      | 0                      | 131                    | 13                     | 74                     | Promovare în Liga 3                                       |
| 2019-20                                                                  | Liga 3    | 14                     | 16                     | 2                      | 4                      | 10                     | 15                     | 29                     | 10                     | Echipa s-a retras din campionat                           |

## Competiții Europene
| Sezon   | Competiție   | Runda   | Club           | Acasa | Deplasare | Scor general |
| ------- | ------------ | ------- | -------------- | ----- | --------- | ------------ |
| 1976–77 | Cupa Cupelor | Runda 1 | Boavista Porto | 2–3   | 0–2       | 2–5          |

### Tur
| CSU Galați                              | 2–3    | Boavista Porto                                  |
| --------------------------------------- | ------ | ----------------------------------------------- |
| Petre Marinescu 48' Valentin Kramer 53' | Raport | Mihai Olteanu 17' (o.g.) Albertino 35' Mané 67' |

### Retur
| Boavista Porto | 2–0    | CSU Galați |
| -------------- | ------ | ---------- |
| Mané 7', 42'   | Raport |            |

## Jucători Notabili
| - Ioan Crucianu - Mihail Bejenaru - Tudorel Stoica - Gheorghe Tănase - Valentin Kramer - Mihai Olteanu - Petre Marinescu - Teodor Cotigă - Mircea Șarpe - Ene Aret - Filip Dinu | - Nicolae Boghici - Stere Adamache - Dumitru Marta - Andrei Pasquale - Florin Păunescu - Octavian Georgescu - Constantin Chiriazic - Paul Enache - Dandu Ustabacief - Victor Angelescu - Mihai Dobre | - Trofin - Constantin Brescan - Tănăsescu - Constantin Țolea - Popanica - Dinu - Nan - Crăciunoiu - Bezman - Oană - Negoiță | - Anghelini - Balaban - Galan - Teoharie - Tasci - Diaconescu - Liviu Seceanu - Viorel Popoacă - Constantin Săulea - Szikler - Korteszy - Grigore Bozi |

## Antrenori Notabili
- Cornel Simionescu
- Dumitru Comșa
- Dragoș Cojocaru
- Ion Zaharia (1964–1965), (1966–1967), (1972–1977)
- Iovita Iovicin
- Nicolae Hostiuc
- Petre Rădulescu
- Rusu
- Tănase Guță
- Vasile Stancu